# نور روز (ترانه مارون فایو)
«نور روز» (به انگلیسی: Daylight) یک تک‌آهنگ از گروه موسیقی آلترنتیو راک مارون فایو است که در ۲۷ نوامبر ۲۰۱۲ منتشر شد. این تک‌آهنگ در آلبوم نمایش بیش از حد قرار داشت.
این تک‌آهنگ در چارت‌های ، در رتبه اول و در چارت‌های ، جزو ده ترانه اول قرار گرفت.